# Access Control List
Access Control List (ACL), eller åtkomstlista, är en tabell/lista över en dators operativsystems program/filer som visar behörighetsrättigheter för varje användare. Den hanterar vad en användare får göra och inte göra inom vissa objekt, som filkategorier eller enskilda filer.
Varje objekt har ett säkerhetsattribut som identifierar sin lista för åtkomstkontroll. I en typisk ACL anger den ett ämne och en operation, till exempel om en fil har en ACL som innehåller (Lisa, ta bort), skulle detta ge Lisa behörighet att ta bort filen.
Listan har en post för varje systemanvändare med behörighet. De vanligaste rättigheterna inkluderar förmågan att läsa en fil eller lista filer i en katalog, att skriva till filen eller filerna, och att köra filen (om det är en körbar fil eller ett program).

## Säkerhet
När en användare begär en operation på en fil i en ACL-baserad säkerhetsmodell kontrollerar operativsystem först ACL för att avgöra om den begärda åtgärden är tillåten, alltså om användaren har behörighet. 
Definitionen av ett ACL-baserat säkerhetssystem är bestämmelsen hur ACL har redigerats, nämligen vilka användare och processer som har beviljats ACL-modifieringens åtkomst. ACL modeller kan bli applicerade till samlingar av filer samt till enskilda enheter inom systemet.